# عدد اریکسن
عدد اریکسن(به انگلیسی: Ericksen number) کمیتی بدون بعد است که در بررسی رفتار کریستال‌های مایع کاربرد داشته و به صورت نسبت نیروهای ویسکوز به نیروهای الاستیک تعریف می‌شود.این کمیت که با نماد {\displaystyle \mathrm {Er} } نماش داده می‌شود به افتخار ریاضی دان آمریکایی جرالد اریکسن نامگذاری شده‌است.